# 青森県道198号大鰐停車場線
青森県道198号大鰐停車場線（あおもりけんどう198ごう おおわにていしゃじょうせん）は、青森県南津軽郡大鰐町を通る一般県道である。

## 概要
南津軽郡大鰐町大字大鰐のJR奥羽本線大鰐温泉駅から東に進み、大鰐町蔵館で国道7号に接続する。

### 路線データ
- 起点：大鰐停車場[1]
- 終点：国道七号交点（南津軽郡大鰐町）[1]

## 歴史
- 1961年（昭和36年）2月10日 - 県道に認定される[1]。

## 地理

### 交差する道路
- 青森県道201号蔵館大鰐線・青森県道202号碇ケ関大鰐停車場線（南津軽郡大鰐町大字大鰐起点）
- 青森県道201号蔵館大鰐線（南津軽郡大鰐町大字蔵館）
- 国道7号（南津軽郡大鰐町大字蔵館、終点）

### 沿線の施設・設備など
- JR奥羽本線 大鰐温泉駅
- 弘南鉄道大鰐線 大鰐駅（南口）
- 大鰐町地域交流施設 鰐come（わにかむ）
- 青森みちのく銀行 大鰐支店
- 大鰐郵便局
- 大鰐消防署
- 大鰐町観光案内所